# Alessandra Fossati
Alessandra Fossati (Milano, 30 settembre 1963) è un'ex altista italiana, tre volte campionessa nazionale indoor (1979, 1983 e 1984) ed una volta campionessa nazionale outdoor (1986). Era allenata da Roberto Vanzillotta.

## Palmarès
- Oro alle Gymnasiadi di Smirne 1978
- Oro alle Gymnasiadi di Torino 1979
- 5ª ai Campionati europei under 20 di atletica leggera di Bydgoszcz 1979
- Argento ai Campionati europei under 20 di atletica leggera di Utrecht 1981
- 4ª ai Campionati europei di atletica leggera indoor di Vienna 1979
- 6ª ai Campionati europei di atletica leggera indoor di Sindelfingen 1980
- 5ª alla Coppa del mondo di Roma 1981
- 5ª ai Campionati europei di atletica leggera indoor di Madrid 1986

## Campionati nazionali
1987
- Bronzo ai campionati italiani assoluti indoor, salto in alto - 1,80 m